# Jania Góra (Lubliniec)
Jania Góra – dzielnica Lublińca znajdująca się w południowo-wschodniej części miasta. Jest najmniejszą ze wszystkich lublinieckich dzielnic. Dzielnica leży od strony zachodniej (częściowo) nad stawem "Kokotek Drugi", od strony północnej graniczy z dzielnicą "Wapienna" (park). Dominuje na niej zabudowa jednorodzinna.